# Elvis Mitchell
Elvis Mitchell (nascut el 6 de desembre de 1958) és un crític de cinema estatunidenc, presentador del programa de ràdio públic The Treatment i professor visitant a la Harvard University. Ha estat crític de cinema per a Fort Worth Star-Telegram, LA Weekly, The Detroit Free Press, i The New York Times. També havia estat entrevistador per a Interview Magazine. A l'estiu de 2011, va ser nomenat comissari de la nova sèrie de pel·lícules del Museu d'Art del Comtat de Los Angeles (LACMA). Actualment també és becari de cinema i professor a la Universitat de Nevada, Las Vegas.

## Vida i carrera
Mitchell va néixer a Highland Park (Michigan), a l'àrea de Metro Detroit. Es va graduar el 1980 a la Wayne State University, on es va especialitzar en anglès. Va ser crític de cinema per a Fort Worth Star-Telegram, LA Weekly, The Detroit Free Press i The New York Times.
A la dècada de 1990, Mitchell va formar part d'un programa de curta durada de PBS anomenat Edge. A la sèrie, va oferir comentaris de pel·lícules i crítiques generals. En un segment, Mitchell va oferir un resum ràpid de tots els trops del director Oliver Stone, inclòs "mantenir sempre la càmera en moviment", cosa que va dir mentre movia una càmera de vídeo. sobre una maqueta d'una jungla i un camp de presoners del Vietnam muntats sobre una taula. També va ser l'amfitrió del Independent Focus de l'Independent Film Channel, un programa d'entrevistes individuals davant d'un públic en directe des de 1998 fins a 2001.
Al març de 2005, Mitchell va ser anunciat com a co-cap (juntament amb la productora Deborah Schindler) d'una oficina de Nova York per a Columbia Pictures de Sony. El paper de Mitchell seria ajudar a buscar nous talents minoritaris i fer pel·lícules per a un públic minoritari. Tot i això, Mitchell simplement va desaparèixer, deixant a Schindler dirigir l'oficina sol i fins avui es nega a parlar del seu estrany comportament.
Del 2008 al 2010, Mitchell va coproduir The Black List, una sèrie de tres parts de documentals sobre afroamericans a la indústria de l'entreteniment, amb el director Timothy Greenfield -Sanders. La primera pel·lícula, The Black List (2008), inclou Toni Morrison, Chris Rock i Kareem Abdul-Jabbar entre d'altres. The Black List: Volume 2 (2009) inclou Angela Davis, Tyler Perry i RZA, entre d'altres. The Black List: Volume 3 (2010) inclou entrevistes amb John Legend, Lee Daniels i Whoopi Goldberg, entre d'altres.
Des de 1996, Mitchell ha estat l'amfitrió de Santa Monica, Califòrnia, l'estació de ràdio pública KCRW del programa d'entrevistes sobre cinema i cultura pop The Treatment' , que es distribueix a nivell nacional i podcast. Va servir durant diversos anys com a comentarista de cultura pop a Weekend Edition a NPR. El 2008, Elvis Mitchell: Under the Influence va començar a emetre's a Turner Classic Movies. Al programa, Mitchell entrevista actors i directors sobre les seves pel·lícules clàssiques preferides.
Mitchell apareix a la pel·lícula documental del 2009 For the Love of Movies: The Story of American Film Criticism on parla de com va ser defensat com a jove escriptor per Pauline Kael, i l'impacte en ell. com a adolescent de la pel·lícula de Herschell Gordon Lewis, Two Thousand Maniacs!.
El 10 de setembre de 2010, el crític de cinema Roger Ebert va anunciar que tornaria a la televisió en un programa de crítica de pel·lícules que estava produint per a la televisió pública. També va anunciar que Mitchell, juntament amb la crítica de cinema Christy Lemire de l'Associated Press, apareixeria en el nou programa de ressenys de les noves pel·lícules estrenades. El 14 de desembre de 2010, el Chicago Sun-Times va informar que Mitchell no apareixeria al nou programa.
El gener de 2011 es va anunciar que Mitchell s'havia unit a Movieline com a crític principal de cinema, juntament amb Stephanie Zacharek. Penske Media Corp el va acomiadar després de més de tres mesos com a crític de cinema en cap de Movieline.com.
Mitchell ha estat contractat pel LACMA en col·laboració amb Film Independent com a comissari d'una nova sèrie de pel·lícules, Film Independent a LACMA. El 16 de juny de 2011 es va anunciar que Mitchell començaria el seu nou treball a la sèrie de pel·lícules setmanals aquest juliol. La sèrie es va llançar el 13 d'octubre de 2011 amb l'estrena mundial de Els diaris del rom, una adaptació de la novel·la de Hunter S. Thompson, del director Bruce Robinson, protagonitzada per Johnny Depp.
El 4 d'abril de 2019, Mitchell va ser el moderador del CinemaCon Filmmakers Forum de 2019, on els convidats incloïen Elizabeth Banks, Olivia Wilde i els germans Russo. El 9 de febrer de 2020, a la catifa vermella del programa dels Oscars, Mitchell va dir que "el capitalisme està arruïnant la humanitat".
L'octubre de 2022, la pel·lícula documental de Mitchell Is That Black Enough for You?!? es va estrenar al Festival de Cinema de Nova York.

## En la cultura popular
El 2007, Mitchell va aparèixer en un episodi de la sèrie de televisió de HBO Entourage, interpretant-se a si mateix.
El 2014, Mitchell va ser esmentat com "el noi dolent de la ràdio pública" durant l'episodi "Friends With Burger-Fits" de la sèrie de televisió de la FOX Bob's Burgers".